# Marina Parés
Marina Parés Pulido (Málaga, 1992) es una guionista, montadora y productora española. Fue galardonada con un Premio Goya en 2021 al Mejor Guion Adaptado por la película dramática Ane (2020) dirigida por David Pérez Sañudo.

## Trayectoria
Parés se graduó en comunicación audiovisual por la Universidad de Málaga y cursó un Máster Europeo en "Teoría, historia y estética cinematográfica" por la Universidad París X Nanterre La Défense. A lo largo del máster, publicó varios artículos académicos dedicados al cine español.
En 2018, comenzó a escribir para series de televisión y cortometrajes. Su trabajo en el guion del cortometraje Ane (2018) sirvió de base para el largometraje del mismo nombre (2020), que coescribió con el director David Pérez Sañudo. La película fue nominada a cinco categorías distintas en los Premios Goya 2021 de los que consiguió tres, entre ellas al Mejor guion adaptado, por la que Parés fue premiada como coguionista.
Tras conseguir el Goya, Parés anunció que ya trabajaba en la escritura del largometraje La última noche de un Erasmus en Roma. También es autora del guion del cortometraje La colcha y la madre (2021), igualmente dirigida por Pérez Sañudo. Compagina la labor de guionista con trabajos en montaje, destacando su labor en el cortometraje Un coche cualquiera (2019), realizado por el director David Pérez Sañudo, preseleccionado en la 35 edición de los Goya, y Los honores (2020), dirigido por Sergio Barrejón. 
También ha sido ayudante de montaje en los largometrajes Retrato de mujer blanca con pelo cano y arrugas (2020) de Iván Ruiz Flores, Ane de David Pérez Sañudo y en la serie de comedia ByAnaMilán, producción de Atresmedia en colaboración con Buendía Estudios.
Además de su faceta como creadora, Parés trabaja como profesora en la Escuela de Cine de Málaga.

## Filmografía

### Guionista
- 2018 – Ane. Cortometraje
- 2020 – Ane. Largometraje
- 2021 – La colcha y la madre. Cortometraje
- 2021 – Au Pair. Cortometraje
- 2022 – La última noche de un Erasmus en Roma. Largometraje

### Montadora
- 2019 – Un coche cualquiera. Cortometraje
- 2020 – Los honores. Cortometraje
- 2020 – Retrato de mujer blanca con pelo cano y arrugas. Cortometraje, como ayudante de montaje.
- 2020 – ByAnaMilán. Serie de televisión, como ayudante de montaje.

## Reconocimientos
En 2021, Parés fue galardonada con un Premio Goya en 2021 al Mejor Guion Adaptado por la película dramática Ane (2020) dirigida por David Pérez Sañudo.